# Interacción dipolo-dipolo
La interacción dipolo-dipolo consiste en la atracción electrostática entre el extremo positivo de una molécula polar y el negativo de otra. El enlace de hidrógeno es un tipo especial de interacción dipolo-dipolo.

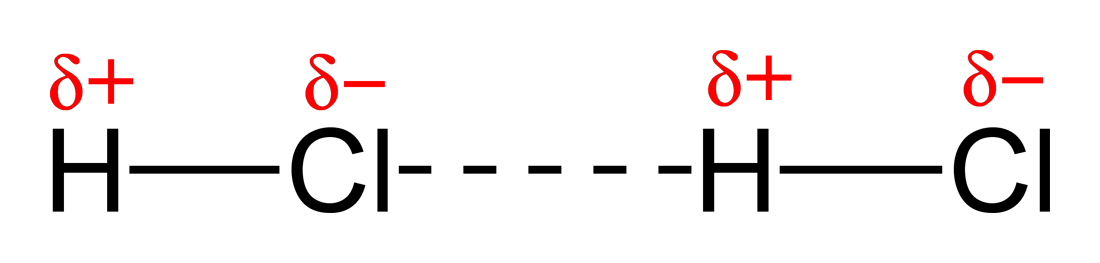
Interacción entre los dipolos eléctricos de las moléculas de cloruro de hidrógeno.

Las fuerzas electrostáticas entre dos iones disminuyen de acuerdo con un factor 1/d2  a medida que aumenta su separación d. En cambio, las fuerzas dipolo varían según 1/d3 (d elevado a la tercera potencia) y sólo son eficaces a distancias muy cortas; además son fuerzas más débiles que en el caso ion-ion porque q+ y q- representan cargas parciales. Las energías promedio de las interacciones dipolo son aproximadamente 4 kJ por mol, en contraste con los valores promedio para energías características de tipo iónico y de enlace covalente (~400 kJ por mol).
Estas son ligeramente direccionales, es decir, al elevarse la temperatura, el movimiento traslacional, rotacional y vibracional de las moléculas aumenta y produce orientación más aleatoria entre ellas. En consecuencia, la fuerza de las interacciones dipolo-dipolo disminuye al aumentar la temperatura.

## Tipos de enlace dipolo-dipolo
Los enlaces entre dipolos permanentes ocurren entre moléculas que tienen un momento dipolar intrínseco; esto habitualmente se puede relacionar con una diferencia de electronegatividad. Por otro lado, los átomos y las moléculas apolares, que no tienen un momento dipolar permanente, son polarizables, esto es, pueden formar dipolos eléctricos como reacción a un campo eléctrico cercano. El enlace entre un átomo o molécula apolar y una molécula dipolar se denomina dipolo permanente-dipolo inducido, y es de alcance aún más corto.